# تابع حالت
تابع حالت (به انگلیسی: State function) یا تابع نقطه‌ای، در ترمودینامیک، تابعی است که مسیر فرایند موجب تغییری در مقدار نهایی آن نشده و فقط به نقاط ابتدایی و انتهایی مسیر وابسته باشد.توابع حالت با حروف بزرگ انگلیسی نوشته می‌شوند.
توابع حالت، توابع مستقل از مسیر نیز نامیده می‌شوند

## مثال‌هایی از توابع حالت
- جابجایی
- انرژی درونی

توابع حالت درترمودینامیک:
1. دما(T)
2. فشار(P)
3. حجم(V)
4. انرژی‌درونی(E)
5. آنتالپی(H)
6. آنتروپی(S)
7. انرژی آزادگیبس(G)
8. تعداد مول(n)
9. چگالی(ρ)